# Pasir Ampolu Hepeng
Pasir Ampolu Hepeng is een bestuurslaag in het regentschap Padang Lawas Utara van de provincie Noord-Sumatra, Indonesië. Pasir Ampolu Hepeng telt 143 inwoners (volkstelling 2010).